# Tetjana Lysenko
Tetjana Feliksivna Lysenko (in ucraino Тетяна Феліксівна Лисенко?, in russo Татьяна Феликсовна Лысенко?, Tat'jana Feliksovna Lysenko; Cherson, 23 giugno 1975) è un'ex ginnasta sovietica con cittadinanza ucraina, vincitrice di due medaglie d'oro olimpiche e altri titoli internazionali.